# Aljaž Ploj
Aljaž Ploj (Maribor, 30 agosto 1998) è un calciatore sloveno, difensore del Paldau.

## Caratteristiche tecniche
È un terzino sinistro.

## Carriera

### Club
Cresciuto nel settore giovanile dell'Aluminij, debutta in prima squadra il 18 ottobre 2016 in occasione dell'incontro di Pokal Nogometne zveze Slovenije perso 2-1 contro l'Olimpia Lubiana.

### Nazionale
Nel 2021 viene convocato dalla nazionale Under-21 per il campionato europeo di categoria; il 30 marzo scende in campo nel match della fase a gironi contro l'Italia.

## Statistiche
Statistiche aggiornate al 9 giugno 2023.

### Presenze e reti nei club
| Stagione        | Squadra         | Campionato      | Campionato | Campionato | Coppe nazionali | Coppe nazionali | Coppe nazionali | Coppe continentali | Coppe continentali | Coppe continentali | Altre coppe | Altre coppe | Altre coppe | Totale | Totale | Totale |
| Stagione        | Squadra         | Comp            | Pres       | Reti       | Comp            | Pres            | Reti            | Comp               | Pres               | Reti               | Comp        | Pres        | Reti        | Pres   | Reti   |        |
| --------------- | --------------- | --------------- | ---------- | ---------- | --------------- | --------------- | --------------- | ------------------ | ------------------ | ------------------ | ----------- | ----------- | ----------- | ------ | ------ | ------ |
| 2016-2017       | Aluminij        | 1.SNL           | 0          | 0          | CS              | 1               | 0               |                    | -                  | -                  |             | -           | -           | 1      | 0      |        |
| 2017-2018       | Aluminij        | 1.SNL           | 11         | 0          | CS              | 2               | 0               |                    | -                  | -                  |             | -           | -           | 13     | 0      |        |
| 2018-2019       | Aluminij        | 1.SNL           | 8          | 0          | CS              | 3               | 0               |                    | -                  | -                  |             | -           | -           | 11     | 0      |        |
| 2019-2020       | Aluminij        | 1.SNL           | 22         | 0          | CS              | 2               | 0               |                    | -                  | -                  |             | -           | -           | 24     | 0      |        |
| 2020-2021       | Aluminij        | 1.SNL           | 24         | 0          | CS              | 1               | 0               |                    | -                  | -                  |             | -           | -           | 25     | 0      |        |
| 2021-2022       | Aluminij        | 1.SNL           | 15         | 0          | CS              | 1               | 0               |                    | -                  | -                  |             | -           | -           | 16     | 0      |        |
| 2021-2022       | Aluminij        | 1.SNL           | 15         | 0          | CS              | 1               | 0               |                    | -                  | -                  |             | -           | -           | 16     | 0      |        |
| Totale Aluminij | Totale Aluminij | Totale Aluminij | 80         | 0          |                 | 10              | 0               |                    | -                  | -                  |             | -           | -           | 90     | 0      |        |
| 2022-gen. 2023  | Bistrica        | 1.SNL           | 9          | 0          | CS              | 0               | 0               |                    | -                  | -                  |             | -           | -           | 9      | 0      |        |
| gen.-giu. 2023  | USV St. Anna    | R               | 13         | 1          |                 | -               | -               |                    | -                  | -                  |             | -           | -           | 13     | 1      |        |
| Totale carriera | Totale carriera | Totale carriera | 102        | 1          |                 | 10              | 0               |                    | -                  | -                  |             | -           | -           | 112    | 1      |        |